# Balaenoptera brydei
El  rorcual de Bryde o rorcual de ojos grandes (Balaenoptera brydei) es una especie de cetáceo misticeto de la familia Balaenopteridae. Es el menos conocido, y en muchos sentidos, el más inusual de los rorcuales. Son pequeños para el estándar del género; no más de 25 t de peso, y prefieren aguas templadas y tropicales. Son de costumbres costeras en lugar de pelágicas, aunque mantienen la característica de "barbados" por el sistema de alimentación filtrada que utilizan los rorcuales para barrer el plancton y otra pequeña fauna marina, esta especie se alimenta exclusivamente de peces.

## Taxonomía
El rorcual de Bryde es de apariencia muy similar al rorcual norteño y casi de igual tamaño. No fue descrito como especie independiente hasta 1878 a partir de un ejemplar encallado en la costa de Birmania, al que se le dio el nombre binomial de Balaenoptera edeni. En 1913 se describió a ballenas avistadas costa afuera de Sudáfrica bajo el nombre de Balaenoptera brydei, en honor de Johann Bryde, cónsul noruego y pionero de la industria ballenera sudafricana.
En la década de 1950 se pensó que se trataba de una sólo especie, con lo que quedó B. edeni en razón de ser la clasificación primera y prioritaria, pero permaneció rorcual de Bryde como nombre vernáculo. 
Los más recientes estudios genéticos indicaron, sin embargo, que se trataba de dos especies diferenciadas: 
- Rorcual de Bryde (Balaenoptera brydei), con distribución tropical y subtropical en todos los mares, pesa hasta 26 t y 15 m de longitud.

- Rorcual tropical (Balaenoptera edeni), habita las aguas costeras al este del Índico y oeste del Pacífico.

El rorcual de Bryde presenta considerables variaciones morfológicas, habiéndose identificado 5 subtipos que incluyen dos variantes de pequeño tamaño que tienden a vivir cerca de las costas. Desde el punto de vista de la simplicidad taxonómica, las pruebas de ADN muestran que la nueva especie de rorcual enano del sudeste asiático no es igual a la variación visualmente similar encontrada en el mar Caribe. Las pruebas han complicado la subsiguiente evolución del ordenamiento taxonómico, ya que aparecen ejemplares que muestran ser intermedios genéticamente entre el rorcual de Bryde y el rorcual sei.

## Descripción
En general, el rorcual de Bryde tiene una cabeza ancha y corta, 40 a 70 pliegues gulares, y ojos relativamente grandes. Puede ser reconocido por las tres crestas longitudinales en la cabeza, desde el morro hasta el orificio de respiración. Al exhalar, su surtidor es vertical, y de 3 a 4 metros de altura. Cuando el animal nada en superficie, es muy visible la aleta dorsal, prominente y curvada. Las aletas ventrales son pequeñas y esbeltas, y la aleta ancha aleta caudal nunca corta la superficie. 
Variantes en el color: el dorso es generalmente negro oscuro o negro azulado, el vientre color crema, difuminándose a rojo grisáceo hacia el centro. Algunos ejemplares tienen manchas gris blancuzco, que pueden ser costras producidas por los parásitos o secuelas de ataques de tiburones.